# Szonoda Iszamu
Szonoda Iszamu (中谷 雄英 ; Hepburn: Sonoda Isamu; Janagava, 1946. november 4. –) világ- és olimpiai bajnok japán cselgáncsozó. Az 1976. évi nyári olimpiai játékokon aranyérmet szerzett középsúlyban. Az 1969-es cselgáncs-világbajnokságon a 80 kg-os súlycsoportban aranyérmes volt, testvére Szonoda Josio pedig ugyanitt könnyűsúlyban lett világbajnok.

## Élete és pályafutása
Szonoda a Fukuokai Műegyetem hallgatója volt, diplomaszerzést követően a Maruzen Olajvállalatnál kapott állást, itt tovább gyakorolta a cselgáncsot is. 19 éves korától kezdve tízszer vett részt a nyílt japán cselgáncs-bajnokságon, melyet Fudzsii Sózó háromszor nyert meg az 1976-os olimpiát megelőzően. Szonoda abban az évben szoros győzelemmel szerezte meg a kvalifikációt az olimpiára, 29 évesen.
Szonoda 1978-ban vonult vissza a Kanó Dzsigoró-kupa után, Nonimija Kazuhiróval egyetemben, aki több mint harminc éve barátja és riválisa. Egy évben születtek, ugyanazon világbajnokságokon és olimpián küzdöttek és mindketten ugyanannál a rendőrségnél helyezkedtek el. Szonoda a fukuokai tartományi rendőrségnél dolgozott cselgáncsoktatóként, egyik tanítványa, Kuszakabe Kie a 2000-es olimpián bronzérmet szerzett női könnyűsúlyban.

### Olimpiai szereplése
| Versenyző      | Versenyszám | Csoport | Selejtező         | 32-es főtábla           | Nyolcaddöntő                            | Negyeddöntő                                 | Elődöntő                 | Vigaszág negyeddöntő | Vigaszág elődöntő | Bronz- mérkőzés   | Döntő                         | Helyezés |
| Versenyző      | Versenyszám | Csoport | Ellenfél Eredmény | Ellenfél Eredmény       | Ellenfél Eredmény                       | Ellenfél Eredmény                           | Ellenfél Eredmény        | Ellenfél Eredmény    | Ellenfél Eredmény | Ellenfél Eredmény | Ellenfél Eredmény             | Helyezés |
| -------------- | ----------- | ------- | ----------------- | ----------------------- | --------------------------------------- | ------------------------------------------- | ------------------------ | -------------------- | ----------------- | ----------------- | ----------------------------- | -------- |
| Szonoda Iszamu | Középsúly   | B       |                   | Paul Buganey (AUS) · GY | Csong Incshol (Jong In-Chol) (PRK) · GY | Pak Jongcshol (Park Yeong-cheol) (KOR) · GY | Fred Marhenke (FRG) · GY |                      |                   |                   | Valerij Dvojnyikov (URS) · GY |          |

## Fordítás
- Ez a szócikk részben vagy egészben  az   Isamu Sonoda című angol Wikipédia-szócikk fordításán alapul.  Az eredeti cikk szerkesztőit annak laptörténete sorolja fel. Ez a jelzés csupán a megfogalmazás eredetét és a szerzői jogokat jelzi, nem szolgál a cikkben szereplő információk forrásmegjelöléseként.